# Каледонија (Мисури)
Каледонија (енгл. Caledonia) град је у америчкој савезној држави Мисури.

## Демографија
По попису из 2010. године број становника је 130, што је 28 (-17,7%) становника мање него 2000. године.
| Група             | 2000.        | 2010.       |
| Белци             | 158 (100,0%) | 129 (99,2%) |
| Афроамериканци    | 0 (0,0%)     | 0 (0,0%)    |
| Азијати           | 0 (0,0%)     | 0 (0,0%)    |
| Хиспаноамериканци | 0 (0,0%)     | 1 (0,8%)    |
| Укупно            | 158          | 130         |